# 古川哲史 (医学者)
古川 哲史（ふるかわ てつし、1957年 - ）は、日本の医学者。東京医科歯科大学教授。

## 略歴
東京都生まれ。1983年東京医科歯科大学医学部卒、1990年同大学院博士課程修了、1989年医学博士の学位を取得。1995年東京医科歯科大学難治疾患研究所助教、2000年秋田大学医学部助教授を経て、2004年東京医科歯科大学難治疾患研究所先端分子医学研究部門生体情報薬理学教授。循環器医学が専門。

## 著書
- 『目からウロコの心電図』ライフメディコム 2011
- 『そうだったのか!臨床に役立つ循環薬理学』メディカル・サイエンス・インターナショナル 2013
- 『そうだったのか!臨床に役立つ心血管ゲノム医学』メディカル・サイエンス・インターナショナル 2014
- 『心臓イオンチャネルA to Z』ライフメディコム 2015
- 『そうだったのか!臨床に役立つ心臓の発生・再生』メディカル・サイエンス・インターナショナル 2015
- 『病態生理の基礎知識から学べる循環器治療薬パーフェクトガイド』総合医学社 2016
- 『臨床力をアップさせる循環器のギモン31 リクツがわからずに診療していませんか?』南江堂 2016
- 『しくみからマスターするDr.フルカワの心電図の読み方』総合医学社 2017
- 『誰も教えてくれなかった循環器薬の選び方と使い分け 薬理学的な裏付けもわかる本』総合医学社 2017
- 『血圧と心臓が気になる人の本』新潮新書 2017

### 共著
- 『そうだったのか!臨床に役立つ不整脈の基礎』中谷晴昭、山根禎一共著 メディカル・サイエンス・インターナショナル 2012